# Ligne Gwacheon
La ligne Gwacheon (hangeul : 과천선) est une ligne d'origine du métro de la Korea Railroad Corporation (Korail) qui relie la station de Geumjeong à Gunpo-si, Gyeonggi-do et la station de Namtaeryeong à Seocho-gu, Séoul. Sa première section, ouverte en 1993, est alors exploitée dans le cadre de la ligne 1 du métro de Séoul, lors l'ouverture de sa deuxième section, en 1994, elle est directement intégrée dans la nouvelle ligne 4 du métro de Séoul.

## Historique

### Chronologie
- Décembre 1989 ouverture du chantier de construction[1],
- 15 janvier 1993, mise en service 5,7 km de Geumjeong à Indeokwon[1],
- 1er avril 1994, mise en service de Indeokwon à Namtaeryeong[2]

### Histoire
La ligne Gwacheon est une ligne construite sous la direction de l'Administration des chemins de fer coréens (actuellement Korea Railroad Corporation) dans le but de relier les nouvelles villes de Sanbon et Pyeongchon et la ville de Gwacheon avec la ville métropolitaine de Séoul. Mise en chantier à la fin de l'année 1989, la première section, longue de 5,7 km, de Geumjeong à Indeokwon, est ouverte à l'exploitation le 15 janvier 1993 à 14 heures. C'est une ligne de métro avec une alimentation en caténaire rigide, elle dispose de quatre stations : Geumjeong, Beomgye, Beolmal et Indeokwon. Cette première section est alors exploitée, avec la ligne Ansan, dans le cadre de la ligne 1 du métro de Séoul.
La section suivante, longue de 14,1 km de Indeokwon à Namtaeryeong est mise en service le 1er avril 1994. Elle est alors intégrée dans la nouvelle ligne 4 du métro de Séoul qui met également en service un tronçon, de 2,2 km, de Sadang à Namtaeryeong pour permettre la liaison avec la ligne Ansan qui est également intégrée dans cette ligne 4.

## Infrastructure

### Ligne

Plan du réseau (2023)

La ligne Gwacheon est une section, à double voie électrifiée, de la ligne 4 du métro de Séoul, longue de 14,4 km elle est située entre les stations Geumjeong et Namtaeryeong.

### Stations
La ligne dispose de 10 stations en service et une en construction pour une ouverture prévue en 2027.
| Code (ligne 4) | Station                             | Service | Distance en km | Distance cumulée | Ville       | Quartier ou Arrondissement |  |
| -------------- | ----------------------------------- | ------- | -------------- | ---------------- | ----------- | -------------------------- |  |
|                |                                     |         |                |                  |             |                            |  |
| 443            | Geumjeong                           |         | ---            | 0.0              | Gunpo-si    | Geumjeong-dong             |  |
| 442            | Beomgye                             |         | 2,6            | 2,6              | Anyang-si   | Dongan-gu                  |  |
| 441            | Pyeongchon                          |         | 1,3            | 3,9              | Anyang-si   | Dongan-gu                  |  |
| 440            | Indeogwon                           |         | 1,6            | 5,5              | Anyang-si   | Dongan-gu                  |  |
| --             | (station construite ouverture 2027) |         | 2,1            | 6,5              | Gwacheon-si | Galhyeon-dong              |  |
| 439            | Government Complex Gwacheon         |         | 3,0            | 8,5              | Gwacheon-si | Byeolyang-dong             |  |
| 438            | Gwacheon                            |         | 1,0            | 9,5              | Gwacheon-si | Byeolyang-dong             |  |
| 437            | Grand parc de Séoul                 |         | 1,0            | 10,5             | Gwacheon-si | Gwacheon-dong              |  |
| 436            | Seoul Racecourse Park               |         | 0,9            | 11,4             | Gwacheon-si | Gwacheon-dong              |  |
| 435            | Seonbawi                            |         | 1,0            | 12,4             | Gwacheon-si | Gwacheon-dong              |  |
| 434            | Namtaeryeong                        |         | 2,0            | 14,4             | Séoul       | Seocho-gu                  |  |
|                |                                     |         |                |                  |             |                            |  |

## Exploitation
La ligne est exploitée dans le cadre de la ligne 4 du métro de Séoul à laquelle elle appartient.